# Raadhuis van Bochum

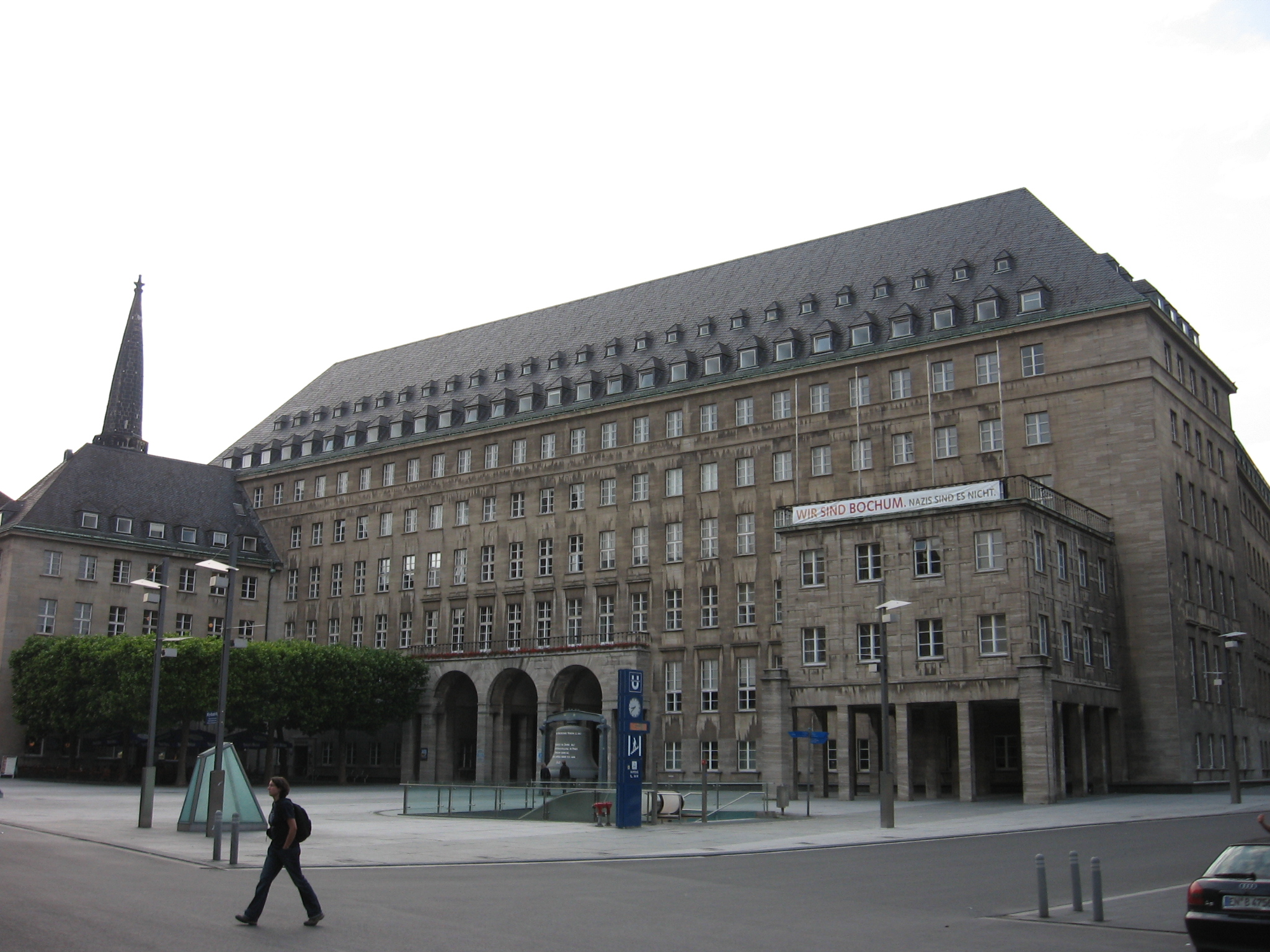
Raadhuis Bochum

Het raadhuis van Bochum is gelegen in het centrum van de Duitse stad Bochum. Met de bouw van het huidige gemeentehuis werd begonnen in 1926. De opening vond in mei 1931 plaats. De kosten bedroegen destijds 9,25 miljoen mark. Het bouwwerk is gebouwd naar een ontwerp van de architect Karl Roth die ook de gemeentehuizen in Kassel en Dresden had ontworpen.
De klok die sinds 1979 voor het gebouw staat opgesteld was een attractie op de wereldtentoonstelling van 1867 in Parijs. De klok heeft een gewicht van 15 ton en is 3,13 meter breed.
De U-Bahn heeft hier op korte afstand een gelijknamige halte.

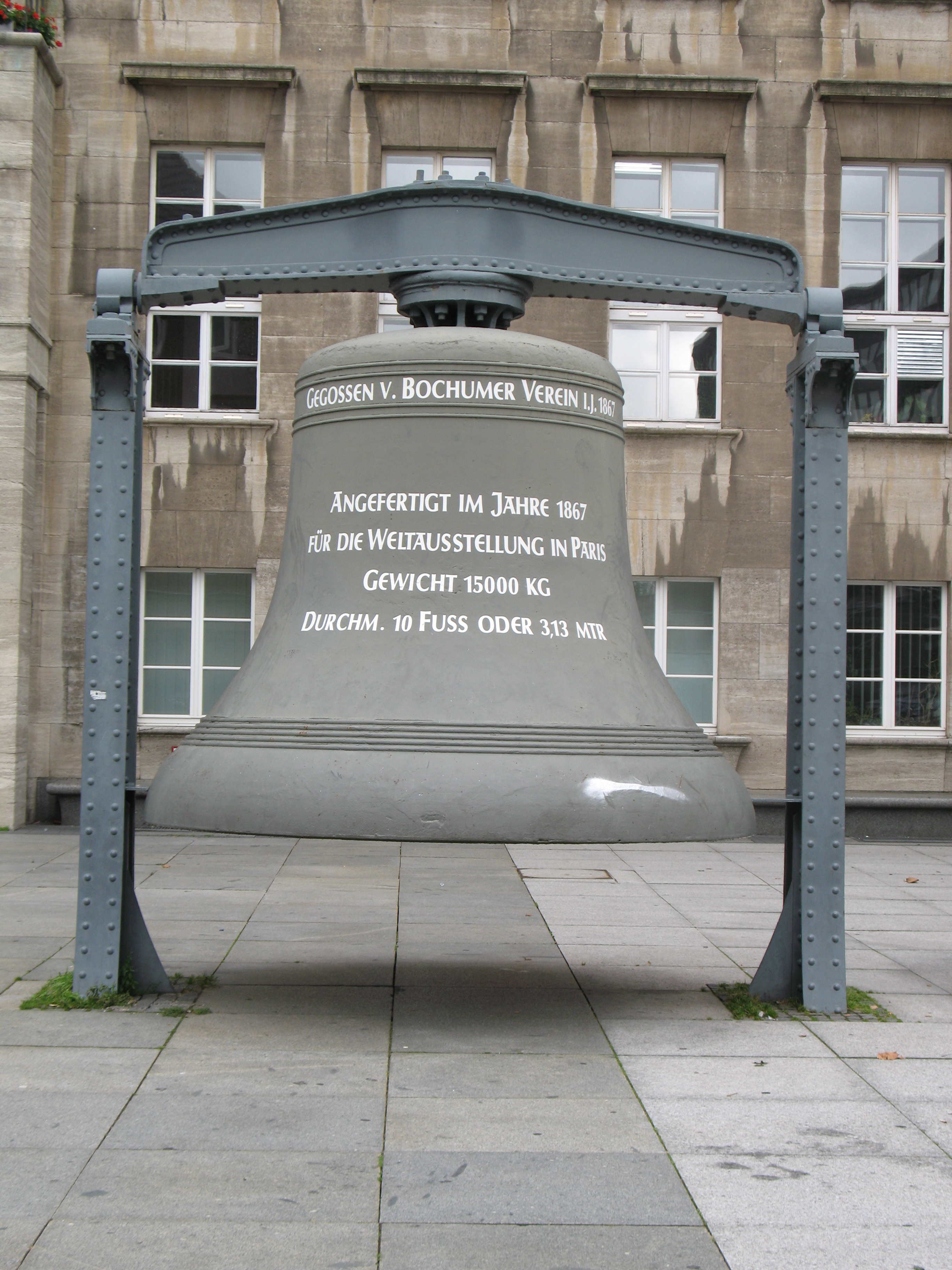
Klok

- Virtual International Authority File: 234807184